# 皮瓦河

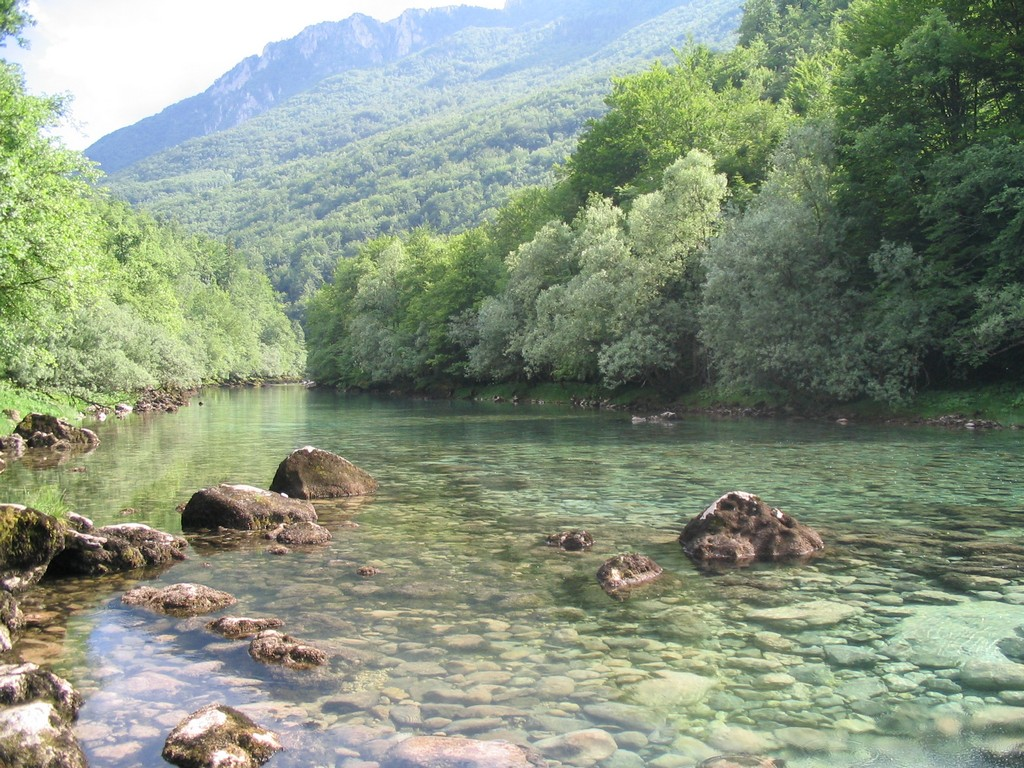

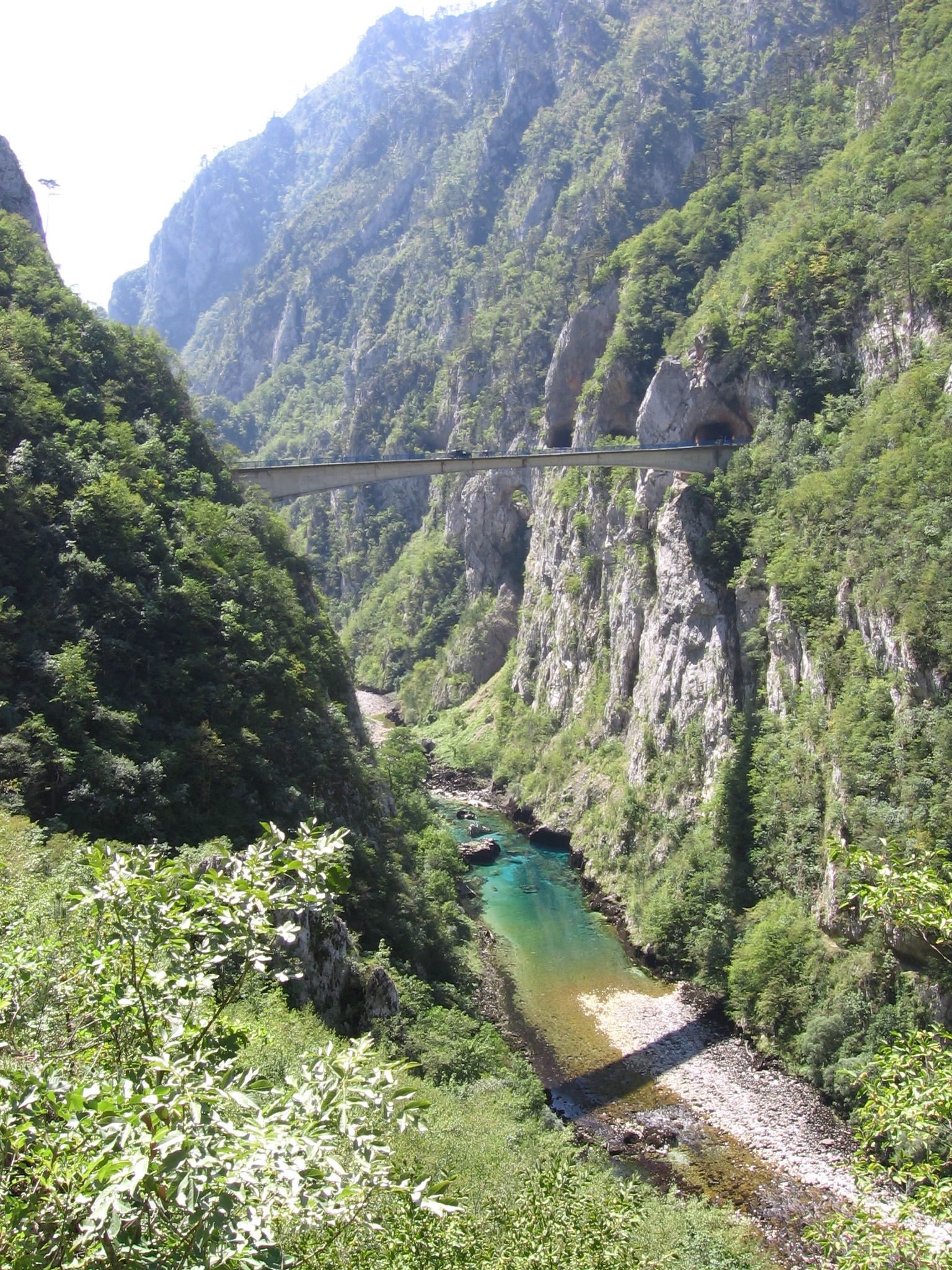

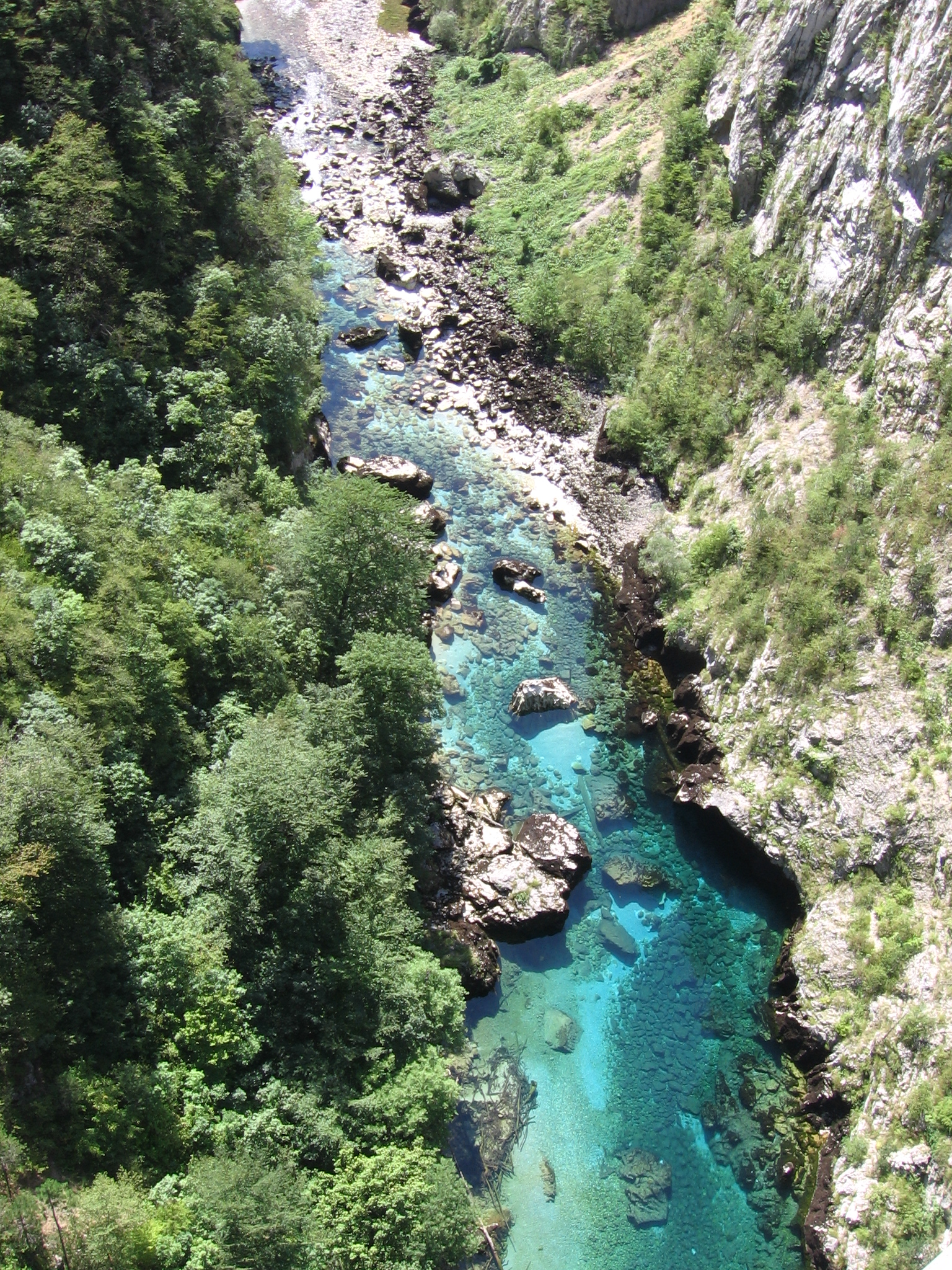

皮瓦河是歐洲東南部的河流，流經蒙特內哥羅和波斯尼亞和黑塞哥維那，河流全長34公里，流域面積1,270平方公里，該河與塔拉河匯流成德里納河。
43°21′N 18°50′E / 43.350°N 18.833°E